# Szczeciniak cynamonowy

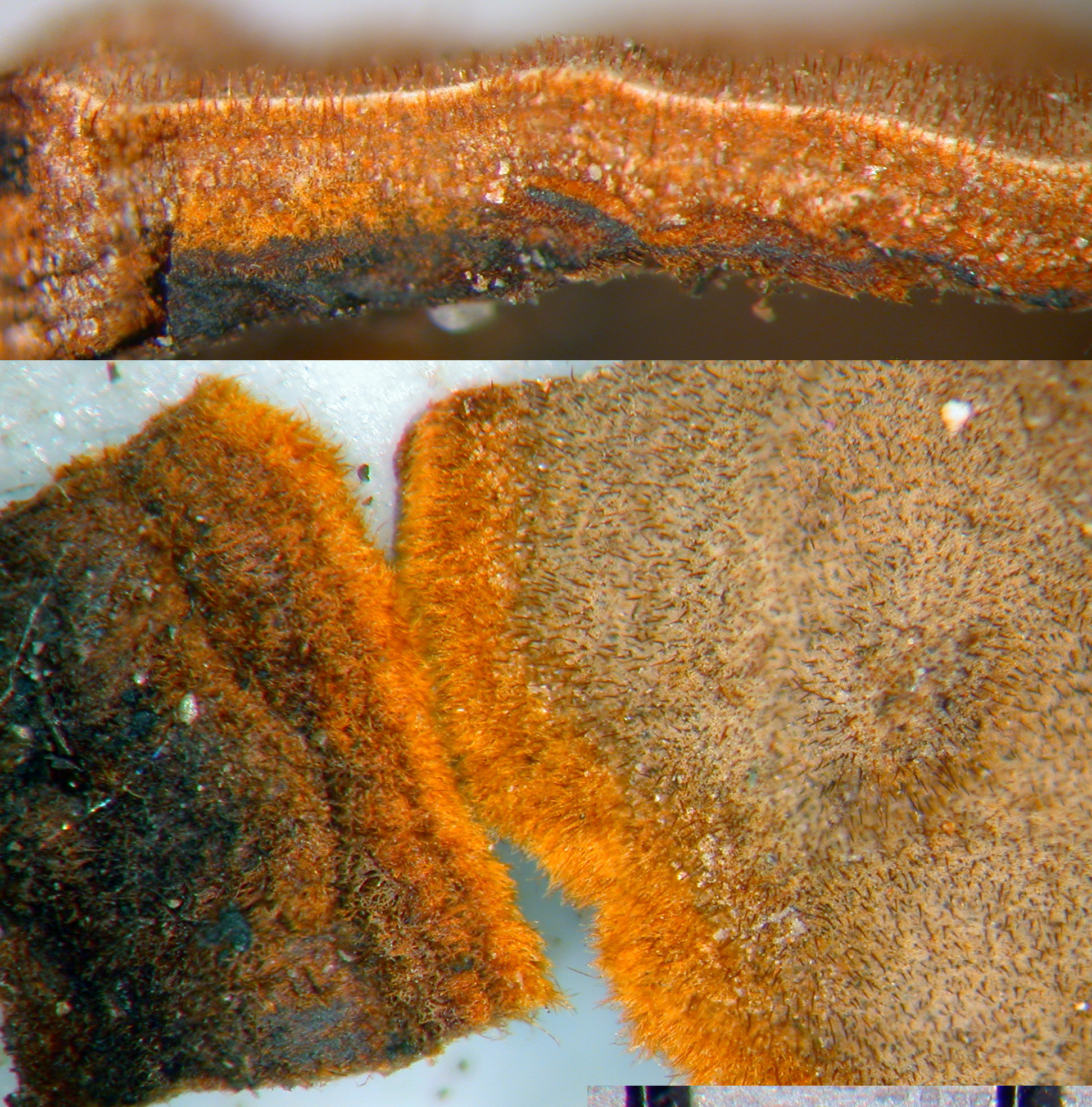

Szczeciniak cynamonowy, szczecinkowiec cynamonowy (Hymenochaete cinnamomea (Pers.) Bres.) – gatunek grzybów z rzędu szczeciniakowców (Hymenochaetaceae).

## Systematyka i nazewnictwo
Pozycja w klasyfikacji według Index Fungorum: Hymenochaete, Hymenochaetaceae, Hymenochaetales, Agaricomycetidae, Agaricomycetes, Agaricomycotina, Basidiomycota, Fungi.
Takson ten w 1822 r. opisał Christiaan Hendrik Persoon, nadając mu nazwę Thelephora cinnamomea. Obecną, uznaną przez Index Fungorum nazwę nadał mu Giacomo Bresàdola w 1897 r.
Synonimy:
- Coniophora cinnamomea (Pers.) Massee 1889
- Corticium cinnamomeum (Pers.) Fr. 1838
- Hymenochaete arida (P. Karst.) Sacc. 1891
- Hymenochaete cinnamomea f. crassa Parmasto 1963
- Hymenochaetella arida P. Karst. 1889
- Hyphoderma fibrillosum Wallr. 1833
- Hypochnus cinnamomeus (Pers.) Bonord. 1851
- Terana cinnamomea (Pers.) Kuntze 1891
- Thelephora cinnamomea Pers. 1822

W 1983 r. Barbara Gumińska i Władysław Wojewoda nadali mu polską nazwę szczecinkowiec cynamonowy, w 1999 r. W. Wojewoda zmienił ją na szczeciniak cynamonowy.

## Morfologia
Owocnik
Wieloletni, rozpostarty, dość cienki, szafranowożółty, żółtobrązowy, czerwonozłotożółty. Osiąga długość 2–20 (100) cm. Powierzchnia pokryta włoskami, brzeg włóknisty.
Cechy mikroskopowe
Kontekst dobrze zróżnicowany, z gładkimi szczecinkami o długości do 180 µm, grubości ok. 2–3 mm. Zarodniki białe do lekko żółtawych, 6,5–7,2 × 2,5–3 µm, wąsko elipsoidalne. Strzępki o szerokości ok. 4–5 µm, septowane, bez sprzążek. Hymenium jasnopomarańczowe do rdzawobrązowego.

## Występowanie i siedlisko
Występuje na wszystkich kontynentach poza Antarktydą i na wielu wyspach. W Europie jest szeroko rozprzestrzeniony, jego zasięg ciągnie się od Morza Śródziemnego i Oceanu Atlantyckiego po północne krańce Półwyspu Skandynawskiego. Występuje także na południowym wybrzeżu Grenlandii. W. Wojewoda w 2003 r. przytacza 8 jego stanowisk w Polsce, ale w większości już historycznych. Aktualne stanowisko (ale niezweryfikowane) podaje internetowy atlas grzybów. Znajduje się na Czerwonej liście roślin i grzybów Polski. Ma status E – gatunek wymierający, którego przeżycie jest mało prawdopodobne, jeśli nadal będą działać czynniki zagrożenia. Znajduje się na listach gatunków zagrożonych także w Finlandii.
Grzyb nadrzewny, saprotrof. Występuje w lasach na martwym drewnie olchy szarej, brzozy, leszczyny, i buka, na leżących na ziemi pniach i gałęziach. W innych krajach notowany także na wierzbach. Występuje głównie na dolnej stronie leżących na ziemi pni i gałęzi.